# Ángel Carballeira Rego
Ángel Carballeira Rego, a vegades citat com a "Rejo" (Parroquia de Lanzós, Vilalba (Lugo), 19 de març de 1907 - Perpinyà, juliol de 1963) fou un militant i resistent anarquista. Va ser membre destacat de la FAI i va exercir càrrecs de responsabilitat en la CNT durant la Guerra Civil espanyola

## Biografia
Com a punts altres joves gallecs de la seva generació, Angel Carballeira emigra a l'Argentina durant la seva pubertat. En aquest país es desperta el seu interès per l'anarquisme, coneixent les activitats de la FORA i de la Unió Sindical Argentina. En 1923 se situa a Angel Carballeira residint a Barcelona on forma part activa del moviment anarquista del barri de Gràcia.
Detingut en diverses ocasions per la policia, en 1933 va ser empresonat per la seva militància en els Comitès de Defensa de la CNT i de la Federació Anarquista Ibèrica (FAI) de Gràcia. Durant la Guerra Civil espanyola exerceix càrrecs de responsabilitat en la CNT barcelonina. Acabada la contesa, Carballeira s'exilia a França i on se li vincula amb grups d'acció anarquistes, especialment amb el de Josep Lluís i Facerias en 1947 i amb el de Ramon Vila Capdevila en 1949.
En 1959 exerceix el paper de Secretari de Coordinació del Secretariat Intercontinental de la CNT ((grup majoritari dins de la Confederació Nacional del Treball) i responsable de la lluita antifranquista dins de l'organització. En 1961 va ser reelegit per al càrrec al Congrés de Reunificació de Llemotges.
Angel Carballeira Rego morí en Tolosa de Llenguadoc al juliol de 1963.